# Єзекіель Н'Дуассель
Єзекіель Аліаджим Н'Дуассель (фр. Ezechiel Aliadjim Ndouassel / араб. إيزيكييل ندواسل; нар. 22 квітня 1988, Нджамена, Чад) — чадський футболіст, нападник національної збірної Чаду. Єдиний в історії чадець, який грав у чемпіонаті Росії з футболу.

## Клубна кар'єра

### Ранні роки
Дорослу футбольну кар'єру розпочав 2006 року в «Турбійоні», а наступного року перебрався до Алжиру, дк виступав за «Оран» та «УСМ Бліда».

### «УСМ Бліда»
У своєму дебютному матчі за «УСМ Бліда» Єзекіель Н'Дуассель на 86-й та 90-й хвилині відзначився двома голами в поєдинку проти «Ель-Еульми», завдяки чому приніс своїй команді перемогу з рахунком 2:1. Завершив сезон із п'ятьма голами у п'ятнадцяти матчах. Під час свого перебування в «УСМ Бліді» Н'Дуассель пов'язувався з низкою європейських клубів, у тому числі з «Олімпіком» (Марсель), «Арсеналом», «Монако» і «Мальоркою». 20 липня 2009 року було оголошено, що Єзекіель Н'Дуассель приєднався вільним агентом до бельгійського клубу «Дендер» та підписав 3-річний контракт вартістю 200 000 євро після вдалого перегляду в товариських матчах проти «Руселаре» та «Гамме». Однак перехід так і не вдалося оформити й невдовзі після цього Єзекіель Н'Дуассель змушений був повернутися в «УСМ Бліду», оскільки у нього все ще був чинний контракт з клубом.

### «Клуб Африкен»
9 січня 2011 року підписав 4-річний контракт з туніським «Клуб Африкен». Повідомлялося, що в липні 2014 року Єзекіель перейшов в «Париж» на правах оренди з можливістю викупу. Однак цей перехід зірвався через фінансові обмеження французького клубу, а оскільки «Клуб Африкен» не бажав включити його до своєї команди, Н'Дуассель шукав собі новий клуб.

### «Терек» (Грозний)
3 серпня 2012 року з'явилося повідомлення про перехід футболіста до грозненського «Терека» за 2,3 млн євро. 9 серпня про трансфер оголосив офіційний сайт клубу. 11 серпня в матчі чемпіонату з нижньогородською «Волгою» (2:0) Єзекіель дебютував у складі команди, вийшовши на заміну на 57-й хвилині зустрічі замість Заура Садаєва. 1 вересня у виїзному матчі з «Рубіном» (2:1) відзначився першим голом у складі «Терека».

### «Сфаксьєн»
Під час літнього трансферного вікна 2015 року приєднався до туніського клубу «Сфаксьєна», з яким підписав 2-річний контракт.

### «Іроні» (Кір'ят-Шмона)
4 вересня 2016 року підписав 3-річний контракт з «Іроні» (Кір'ят-Шмона). У січні 2017 року залишив клуб, його контракт викупив «Хапоель» (Тель-Авів).

### «Персіб» (Бандунґ)
7 серпня 2017 року підписав піврічний контракт з «Персібом» (Бандунґ) й підписав з клубом контракт на наступний сезон. Дебютував у чемпіонаті 12 серпня 2017 року в нічийному (0:0) поєдинку проти «Ареми», вийшовши на 45-й хвилині на заміну Тантану. 20 серпня 2017 року відзначився першим голом у чемпіонаті за «Персіб», в переможному (6:0) поєдинку проти «Гресік Юнайтед»

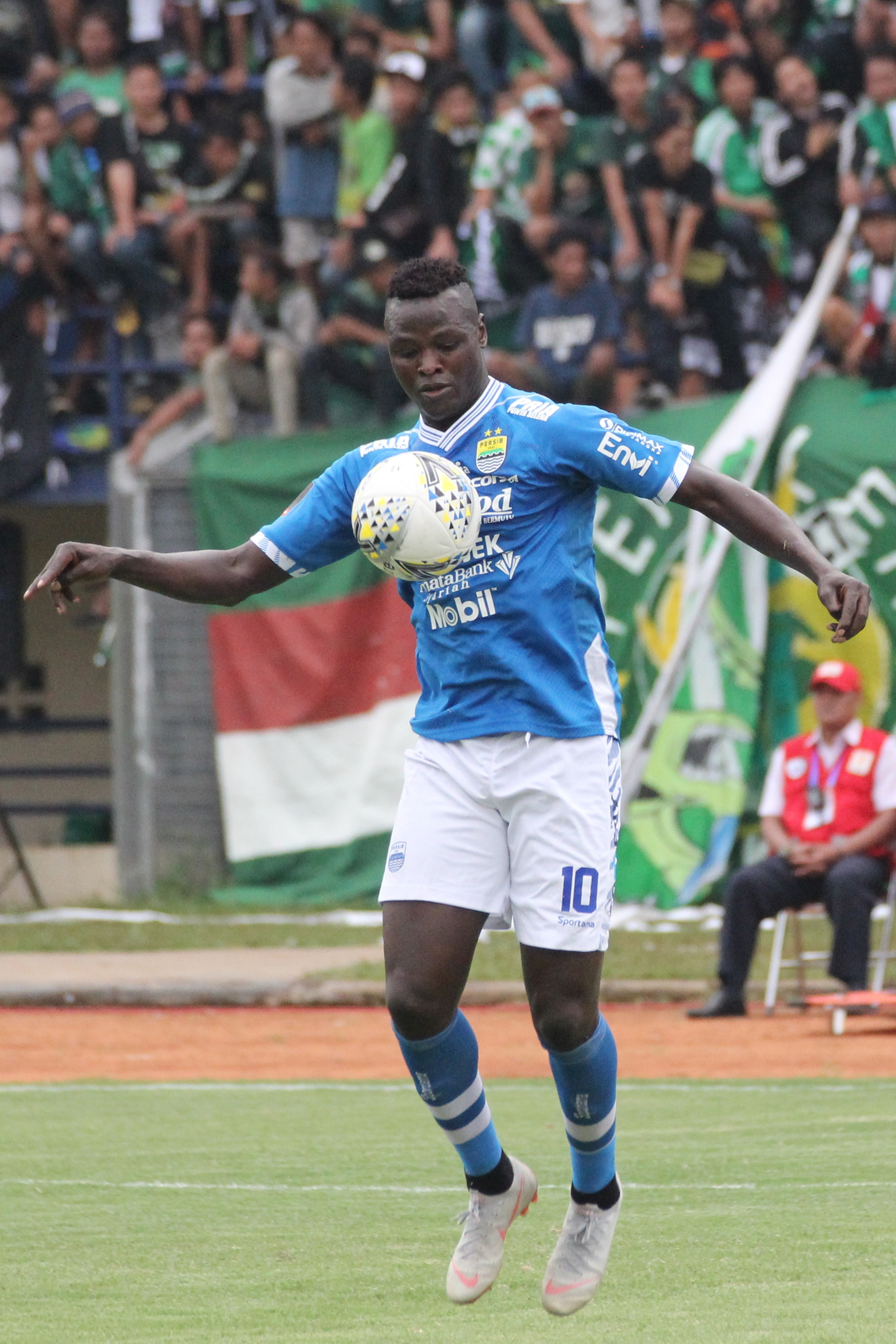
Єзекіель Н'Дуассель у 2019 року

Також став найкращим бомбардиром «Персібу» в сезоні 2018 року, відзначився 17-ма голами, і залишився в клубі до 2020 року. 22 грудня 2019 року відзначився кватриком у матчі проти «ПСМ Макассар».

### «Бхаянгкара»
У січні 2020 року Єзекіель Н'Дуассель завершив перехід до «Бхаянгкару», з яким підписав 2-річний контракт.

#### Сезон 2020 року
Єзекіель Н'Дуассель дебютував за «Бхаянгкару», вийшовши на заміну Германа Дзумафо, у передсезонній кубковій грі проти клубу камбоджійської К-ліги Вісакха, коли його команда перемогла з рахунком 1:0. Н'Дуассель забив свій перший м'яч за «Бхаянгкару» в тому ж передсезонному кубку проти клубу малайзійської Суперліги «Петалінг Джая Сіті», відзначився голом на 55-й хвилині, у результаті чого «Бхаянгкара» став чемпіоном. 29 лютого 2020 року Н'Дуассель дебютував у чемпіонаті за «Бхаянгкару» в нічийному (0:0) поєдинку проти «Персіраджи Банди Ацех». 31 березня 2020 року відззначився першим голом у чемпіонаті, в нічийному (2:2) поєдинку проти «Персіджи» (Джакарта).

#### Сезон 2021 року
29 серпня 2021 року Єзекіель Н'Дуассель відзначився дублем у першому матчі «Бхаянгкари» в Лізі 1 2021/22 років, у переможному (2:1) поєдинки проти «Персіраджи Банди Ацех». Відзначився двома голами у переможному (3:2) поєдинку проти «Баріто Путери», подовживши безпрограшну серію «Бхаянгкари» до шести матчів. Наступного туру вийшов на поле в стартовому складі, проти свого колишнього клубу «Персіба» (Бандунг), який завершив безпрограшну серію своєї команди рахунком 0:2.

## Кар'єра в збірній
Єзекіель Н'Дуассель ьув капітаном, найкращим гравцем національної збірної та найкращим бомбардиром в її історії. Виступав за національну збірну Чаду з 2005 року. Виступав на Кубку КЕМАК 2005, Кубку КЕМАК 2007, у домашніх та виїзних матчах кваліфікації чемпіонаті світу 2008 року проти ПАР, Замбії та Конго, а також у домашньому та виїзному поєдинку проти Конго та домашні матчі проти Судану та Малі в кваліфікації чемпіонату світу 2010 року. У кваліфікації Кубка африканських націй 2012 року провів матчі проти Того (вдома), Ботсвани (вдома та на виїзді), Тунісу (вдома та на виїзді) та Малаві (на виїзді та вдома). Також зіграв домашній матч проти Танзанії в кваліфікації чемпіонату світу 2014 року.

## Статистика виступів у збірній
Рахунок та результат збірної Чаду в таблиці вказано на першому місці.
| №  | Дата              | Місце                                           | Суперник | Рахунок | Результат     | Змагання                           |
| -- | ----------------- | ----------------------------------------------- | -------- | ------- | ------------- | ---------------------------------- |
| 1. | 6 березня 2007    | Стад Омніспортс Ідріс Махамат Уя, Нджамена, Чад | ЦАР      | 1–2     | 3–2           | Кубок КЕМАК 2007                   |
| 2. | 11 серпня 2010    | Стад Омніспортс Ідріс Махамат Уя, Нджамена, Чад | Туніс    | 1–2     | 1–3           | кваліфікація КАН 2012              |
| 3. | 9 жовтня 2010     | Камузу, Блантайр, Малаві                        | Малаві   | 1–2     | 2–6           | кваліфікація КАН 2012              |
| 4. | 31 травня 2014    | Стад Омніспортс Ідріс Махамат Уя, Нджамена, Чад | Малаві   | 3–0     | 1–0           | кваліфікація КАН 2015              |
| 5. | 31 травня 2014    | Стад Омніспортс Ідріс Махамат Уя, Нджамена, Чад | Малаві   | 3–0     | 3–0           | кваліфікація КАН 2015              |
| 6. | 14 листопада 2015 | Стад Омніспортс Ідріс Махамат Уя, Нджамена, Чад | Єгипет   | 1–0     | 1–0           | кваліфікація чемпіонату світу 2018 |
| 7. | 19 вересня 2019   | Стад Омніспортс Ідріс Махамат Уя, Нджамена, Чад | Судан    | 1–3     | 1–3           | кваліфікація чемпіонату світу 2022 |
| 8. | 13 жовтня 2019    | Стад Омніспортс Ідріс Махамат Уя, Нджамена, Чад | Ліберія  | 1–0     | 1–0 (5:4 пен) | кваліфікація КАН 2021              |
| 9. | 13 листопада 2019 | Сем Нуджома, Віндгук, Намібії                   | Намібія  | 1–1     | 1–2           | кваліфікація КАН 2021              |

| №  | Дата            | Місце                                                         | Суперник                         | Рахунок | Результат | Змагання         |
| -- | --------------- | ------------------------------------------------------------- | -------------------------------- | ------- | --------- | ---------------- |
| 1. | 26 вересня 2010 | Стад Альфонс Массемба-Дебат, Браззавіль, Республіка Конго     | Екваторіальна Гвінея             | 1–0     | 3–0       | Товариський матч |
| 2. | 26 вересня 2010 | Стад Альфонс Массемба-Дебат, Браззавіль, Республіка Конго     | Екваторіальна Гвінея             | 1–0     | 3–0       | Товариський матч |
| 3. | 3 жовтня 2010   | Стад Альфонс Массемба-Дебат, Браззавіль, Республіка Конго     | Центральноафриканська Республіка | 2–3     | 2–3       | Товариський матч |
| 4. | 6 червня 2015   | Муніципальний стадіон Сен-Ле-ля-Форе, Сен-Ле-ла-Форе, Франція | Гвінея                           | 2–1     | 1–1       | Товариський матч |